# لولا ئررا
لولا ئررا (اسپانیایی: Lola Herrera‎؛ زادهٔ ۳۰ ژوئن ۱۹۳۵) بازیگر اهل اسپانیا است. وی از سال ۱۹۶۴ میلادی تاکنون مشغول فعالیت بوده‌است.
از فیلم‌ها یا مجموعه‌های تلویزیونی که وی در آن‌ها نقش داشته‌است، می‌توان به یک گام به پیش، عشق می‌تواند به‌طور جدی به سلامت شما آسیب بزند و پاداش اشاره نمود.
همچنین برندهٔ جوایزی همچون جایزه زرین برنامه‌های تلویزیونی شده‌است.